# Синовіт колінного суглоба
Синовіт колінного суглоба(синовіїт, випіт, рідина в колінному суглобі) — аномальне накопичення синовіальної (або іншої патологічної) рідини в колінному суглобі, що може виникати внаслідок травматичних ушкоджень (розриви зв'язок або переломи кісток), запальних станів (артрит), інфекційних процесів (септичний артрит), або дегенеративних змін (остеоартрит) та часто проявляється набряком коліна, болем, скутістю та обмеженим обсягом рухів у суглобі. Також причиною випоту в колінному суглобі може стати синдром надмірного навантаження. Лікування може включати відпочинок, лід, підвищенне положення кінцівки, протизапальні препарати, фізіотерапію та у деяких випадках пункцію та дренаж рідини з коліна.
У випадку якщо в колінному суглобі накопичується кров (внаслідок травми, гемофілії та ін.) для позначення такого стану використовують термін — гемартроз.
В англомовних джерелах використовується термін англ. Knee effusion або англ. water on the knee.

## Причини
Випіт у колінному суглобі може виникнути в будь-якому віці.
Етіологія випоту колінного суглоба може варіюватися від гострої травми та інфекції до хронічних системних захворювань, включаючи дегенеративні, гематологічні, ревматологічні, васкулітичні та онкологічні захворювання.
Основними причинами виникнення синовіту колінного суглоба є:
- Травма (пошкодження зв'язок, внутрішньосуглобовий перелом, вивих надколінка, травма меніска);[6]
- Поліартрит (синдром Рейтера, ювенільний ревматоїдний артрит, ревматоїдний артрит);[6]
- Інфекція (гонорея, хвороба Лайма, туберкульоз, бруцельоз, подагра, псевдоподагра (хвороба відкладення пірофосфату кальцію);[6]
- Остеоартрит[6]
- Синдром перенапруження[6]
- Злоякісні пухлини (онкогематологія, солідні пухлини, хондробластома, еозинофільна гранульома, гігантоклітинна пухлина, саркома Юінга, остеосаркома, синовіальна саркома);[6]
- Доброякісні пухлини (аневризмальна кісткова кіста, фіброзний кортикальний дефект, фіброзна дисплазія, остеохондрома, остеоїдна остеома, пігментний вілонодулярний синовіт).[6]

У здорових людей можуть виникати незначні безсимптомні випоти. Більш значні випоти в суглобах свідчать про патологію. Великі випоти можуть призвести до виникнення кіст у підколінній ямці.

## Симптоми
Пацієнти можуть скаржитися на набряк і скутість в колінному суглобі зі зменшенням діапазону рухів. Великий випіт може спричинити неможливість повністю розігнути коліно. У спокої пацієнт може тримати коліно під кутом згинання 15°.

## Діагностика
Оцінка набряку коліна повинна починатися з ретельного збору анамнезу. Важливо знати, чи виникла гостра травма коліна, чи набряк виник атравматично. У кожного пацієнта, у якого виявлено набряк коліна, слід визначити попередні травми та лікування, включаючи хірургічне втручання. Проводять огляду ураженого та контралатерального колін. До «червоних прапорців» належать гарячка, відсутність можливості навантаження на кінцівку, втрата дистального пульсу та чутливості дистальніше коліна, відкриті переломи та целюліт (запалення м'яких тканин) в ділянці коліна. Ці ознаки потребують негайної діагностики та лікування. Уражене коліно завжди слід порівнювати з неураженим коліном. При септичному артриті біль у суглобі, набряк суглоба в анамнезі та гарячка спостерігаються більш ніж у 50 % випадків.

### Огляд та фізикальне обстеження
Обстеження всієї нижньої кінцівки необхідно для оцінки можливості вирівняти ногу, сенсорної та моторної функції та цілісності судин. Оцінка починається з ретельного огляду, пошуку садна, екхімозів і локалізованого набряку, які дають підказки щодо величини сили та механізму травми. Потім робиться спроба активного діапазону рухів. Якщо повного розгинання або згинання на 135 градусів не досягнуто, то робиться спроба пасивного діапазону рухів і знову порівнюється зі звичайним коліном.
Пальпацію коліна найкраще проводити, коли пацієнт лежить на спині, а коліно зігнуте під кутом 90 градусів, щоб покращити розслаблення пацієнта. Необхідно визначити наявність або відсутність випоту та відрізнити його від набряку чи іншого позасуглобового набряку. У положенні лежачи внутрішньосуглобовий випіт можна диференціювати від таких захворювань, як препателлярний бурсит, кіста Бейкера, подразнення нижньої жирової подушечки та тендиніт надколінка, які можуть проявлятися набряком навколо коліна. Внутрішньокапсулярний набряк помітний по всьому суглобу, тоді як позасуглобовий набряк має тенденцію бути більш локалізованим. Якщо присутній значний вміст внутрішньосуглобової рідини, коліно прийме положення спокою зі згинанням на 15-25 градусів. Випіт оцінюють шляхом «видоїння» рідини дистально від надколінкової сумки та пальпації області, прилеглої до сухожилля надколінка, для виявлення накопичення рідини.
Масивний випіт викликає супрапателярне випинання (випинання надколінника). Невеликий випіт можна діагностувати, «витискаючи» рідину з ділянки над надколінником легкими рухами пальців (не нігтями) або долонею. Таким чином, можна відчути переміщення рідини з обох боків від надколінника великим та вказівним пальцем іншої руки.
Найбільш чутливою ознакою випоту є «cимптом випинання»: лівою рукою «витисніть» рідину з ділянки над надколінником; помістіть іншу руку на горбистість великогомілкової кістки, підтримуючи колінну чашечку бічною стороною вказівного пальця і помістіть великі пальці поруч один з одним на іншій стороні колінної чашечки; спочатку зігнутими пальцями «витисніть» рідину з медіального боку коліна; потім великими пальцями натисніть на латеральну сторону коліна; рідина буде переміщуватись в протилежний бік колінної чашечки, де її можна бачити як випуклість.
Симптом балотування надколінка (від фр. ballotter—коливатися, хитатися) — при великому випоті в колінному суглобі, при натисканні на надколінок, відчувається його пружне похитування та удари об виростки стегна.
При підозрі на конкретні травми можуть бути проведені наступні спеціальні тести:
- Тести МакМюррея та Тессалі на розриви медіального та латерального менісків;[5]
- Тести Лахмана та передньої висувної шухляди на розрив передньої хрестоподібної зв'язки;[5]
- Тест задньої висувної шухляди на розрив задньої хрестоподібної зв'язки;[5]
- Варусний і вальгусний навантажувальні тести при ушкодженнях латеральної та медіальної колатеральних зв'язок відповідно;[5]
- Тест на компресію пателлофеморального суглоба на патологію пателлофеморального відділу;[5]

### Рентгенографія

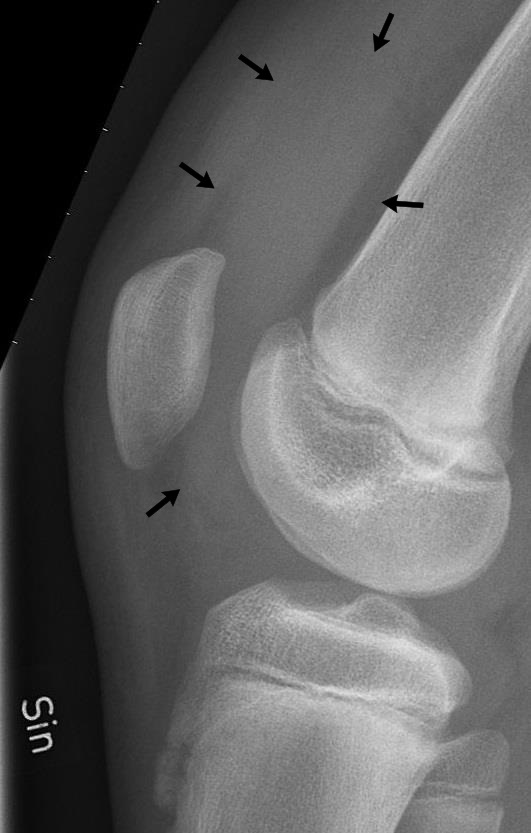
Ознаки синовіту колінного суглоба на рентгенограмі в бічній проекції

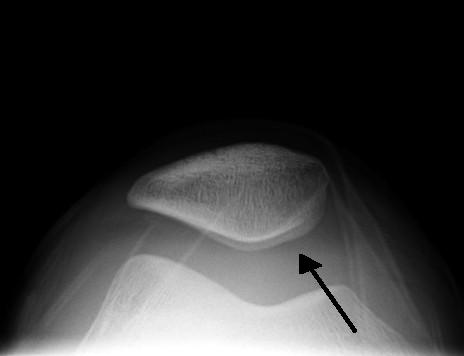
Ознаки синовіту колінного суглоба на рентгенограмі в аксіальній проекції (зона під надколінником)

Пацієнтам із сильним набряком коліна показані рентгенограми з навантаженням у трьох площинах — передньо-задній, бічній та аксіальній. Рентгенографія допомагає визначити наявність перелому, особливо якщо в анамнезі була виявлена травма. Звичайне рентгенівське дослідження також може виявити ерозивне зміни, пов'язані з ревматоїдним артритом. Звуження суглобової щілини може бути виявлено у пацієнтів з остеоартритом і ревматоїдним артритом.
Фабелла — сесамоподібна кістка в латеральному сухожиллі головки литкового м'яза — може бути помітна на бічних рентгенівських знімках колінного суглоба деяких людей. Ця структура може служити рентгеноконтрастним маркером для задньої межі синовії колінного суглоба. Ознака фабели (зміщення фабели) спостерігається при наявності синовіального випоту та підколінної пухлини. Збільшення супрапателлярної бурсальної бурси та її розширення також може бути очевидним на бічних рентгенограмах колінного суглоба з ознакою зміщення фабелли.
Бічний вид на рентгенограмах, отриманий під кутом згинання від 15 до 30 градусів, ідеально підходить для візуалізації випоту в колінному суглобі. Супрапателлярна бурса зазвичай має ширину менше 5 мм і розширюється пропорційно кількості присутньої внутрішньосуглобової рідини.

### УЗД

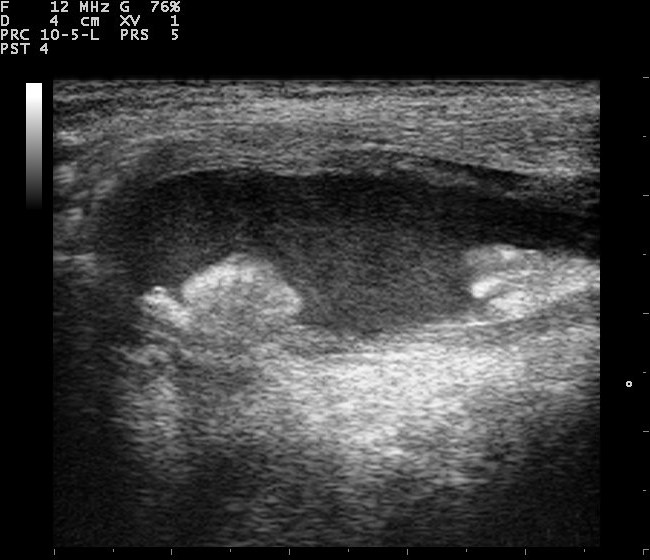
Ознаки випоту на УЗД колінного суглоба

УЗД може допомогти відрізнити складні випоти від простих. УЗД також може бути використане для навігації під час пункції суглоба.

### МРТ

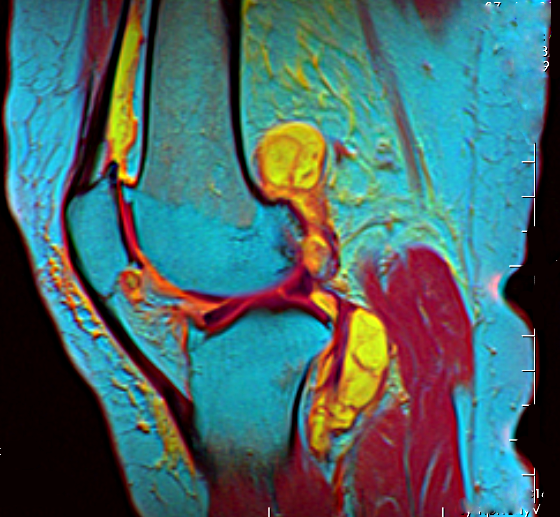
Синовіт колінного суглоба сагітальний зріз МРТ (зафарбовано жовтим)

МРТ є досить точним у діагностиці ушкоджень меніска та зв'язок, хоча деякі автори сумніваються в рутинному використанні МРТ.

### Пункція суглоба та лабораторне дослідження синовіальної рідини
Пункція колінного суглоба (артроцентез) може використовуватися як діагностичний засіб і як лікувальна процедура. Набряк коліна протягом чотирьох-шести годин після травми свідчить про гемартроз. Не всі випоти потребують аспірації, хоча дренування кров'янистого випоту забезпечує полегшення симптомів, покращує точність обстеження та підтверджує тяжкість травми. Артроцентез слід виконувати пацієнтам з випотом колінного суглоба без травми в анамнезі та з клінічною підозрою на інфекційну етіологію.
Артроцентез і наступний аналіз синовіальної рідини слід проводити в усіх випадках непоясненого випоту в колінному суглобі. Аспіровану рідину слід проаналізувати на кількість клітин, фарбування за Грамом, бактеріальні культури та аналіз кристалів.
| Тип                                                                     | Лейкоцити (WBC) (на мм3) | % нейтрофілів | В'язкість | Зовнішній вигляд |
| ----------------------------------------------------------------------- | ------------------------ | ------------- | --------- | ---------------- |
| Нормальний                                                              | <200                     | 0             | Висока    | Прозорий         |
| Остеоартроз                                                             | <5000                    | <25           | Висока    | Прозорий жовтий  |
| Травма                                                                  | <10 000                  | <50           | Перемінна | Кривавий         |
| Запальний                                                               | 2 000–50 000             | 50–80         | Низька    | Мутний жовтий    |
| Септичний артрит                                                        | >50 000                  | >75           | Низька    | Мутний жовтий    |
| Гонорея                                                                 | ~10 000                  | 60            | Низька    | Мутний жовтий    |
| Туберкульоз                                                             | ~20 000                  | 70            | Низька    | Мутний жовтий    |
| Запальний тип: артрит, подагра, ревматоїдний артрит, ревматична гарячка |                          |               |           |                  |

Абсолютних протипоказань до проведення артроцентезу немає. Відносними протипоказаннями вважають значний целюліт, який покриває суглоб, ураження шкіри або дерматит в ділянці суглоба, бактеріємію, остеомієліт, неконтрольовану коагулопатію, наявність протеза.

### Артроскопія
Артроскопія колінного суглоба є золотим стандартом діагностичного методу для оцінки та лікування внутрішньосуглобових патологій колінного суглоба.

### Лабораторні аналізи
Аналізи крові, які можуть допомогти визначити етіологію випоту в колінному суглобі, включають наступне:
- Титри антитіл до хвороби Лайма, особливо в педіатричній практиці з атравматичним одностороннім випотом у колінному суглобі;[5][16]
- Антистрептолізин-О при постстрептококовій інфекції;[5][17]
- Аналіз на сифіліс;[5]
- Підвищення кількості лейкоцитів у загальному аналізі крові для виявлення остеомієліту, запалення або злоякісного новоутворення;[5]
- Маркери запалення, включаючи С-реактивний білок і ШОЕ;[5]
- Антинуклеарні антитіла для можливих аутоімунних розладів;[5]

Дослідження сечі допомагає визначити наявність інфекцій сечовивідних шляхів і захворювань, що передаються статевим шляхом, включаючи гонорею, хламідіоз і трихомонади, які можуть викликати реактивний артрит. При підозрі на гонорею та хламідіоз слід також розглянути можливість тестування полімеразної ланцюгової реакції уражених ділянок слизової оболонки. Посів калу може виявити сальмонелу, ієрсинію, кампілобактер і шигелу, які можуть викликати реактивний артрит.

## Лікування
Лікування залежить від першопричини. Гострий біль і набряк вимагають індивідуального лікування. Варіанти лікування включають шини для іммобілізація суглоба, пакети з холодом або льодом, розвантажувальні ортези та анальгетики, такі як нестероїдні протизапальні препарати (НПЗЗ). Дренування та пункція суглоба може бути ефективним, якщо в суглобі є значний випіт, що викликає біль. Якщо є підозра на інфекцію, перед початком прийому антибіотиків необхідно взяти зразок синовіальної рідини, провести її лабораторний аналіз та її посів. Слід уникати внутрішньосуглобового застосування стероїдів, поки не буде виключена інфекція або інші протипоказання.
При підозрі на інфекцію слід розпочинати внутрішньовенне введення антибіотиків після надсилання зразків суглобової рідини на лабораторний аналіз. Дренування суглоба зазвичай веде до швидкого одужання з низькою летальністю. Артроскопія дозволяє візуалізувати внутрішню попрожнину суглоба, спайковий процес, дренувати гнійну кишеню та очистити некротичні тканини.
Повний розрив зв'язок і нестабільність колінного суглоба вимагають хірургічного втручання.
При переломах кісток лікар-ортопед-травматолог вирішує необхідність консервативного або оперативного лікування.
При ревматологічних захворюваннях для полегшення болю використовують НПЗП або ацетамінофен, а лікар-ревматолог призначає остаточне лікування.
У випадку реактивного артрита, первинну інфекцію слід лікувати відповідним антибіотиком. НПЗЗ і ацетамінофен можна використовувати для зняття болю

## Ускладнення
Затримка лікування понад 24 години може призвести до постійного обмеження функції суглоба та втрати субхондральної кістки. Бактеріальна інвазія може призвести до постійного пошкодження суглобового хряща. Інфекція протезного суглоба може бути результатом нелікованої місцевої бактеріальної інвазії, яка поширилася на протез гематогенним шляхом. Нелікований або погано лікуваний випіт у колінному суглобі може призвести до таких ускладнень, як хронічне запалення, скутість суглобів, пошкодження хряща, нестабільність колінного суглоба та вторинний остеоартрит.